# Марчел Чолаку
Йон-Марчел Чолаку (рум. Ion-Marcel Ciolacu; нар. 28 листопада 1967, Бузеу, Соціалістична Республіка Румунія) — румунський політик, Прем'єр-міністр Румунії з 2023 по 2025 рік. До цього двічі обіймав посаду голови Палати депутатів (2019—2020, 2021—2023). Лідер Соціал-демократичної партії з 2019 року.

## Раннє життя та освіта
Народився в родині кадрового військового, командира у відставці Йона Чолаку, льотчика, нагородженого Почесним знаком Військово-повітряних сил.
Закінчив юридичний факультет Екологічного університету Бухареста 1995 року попри те, що факультет отримав тимчасову ліцензію на діяльність після того, як Чолаку закінчив навчання, у травні 1995 року. Упродовж 2008—2009 років проходив курс з безпеки та національної оборони в Національному коледжі оборони в Бухаресті, відомому у пресі як «фабрика дипломів для політиків». 2012 року здобув ступінь магістра з основ управління державним сектором та державними фінансами в Національній школі політичних та адміністративних досліджень.

## Політична кар'єра
Брав участь у Румунській революції 1989 року в Бузеу. 1990 року приєднався до Фронту національного порятунку, на основі якого згодом утворились Соціал-демократична та Демократична ліберальна партії. З 1996 до 2000 року обіймав посаду віцепрезидента молодіжного осередку Соціал-демократичної партії в Бузеу. У 2000—2010 рр. був віцепрезидентом муніципальної (міської) та окружної організації СДП.
Упродовж кількох місяців 2005 року тимчасово виконував обов'язки префекта повіту Бузеу. З 2008 до 2010 року був заступником мера Бузеу Костянтина Бошкодела.
2012 року обраний членом Палати депутатів від 7-го одномандатного виборчого округу, перемігши лідера місцевого осередку ДЛП Цезара Преду. З 2010 до 2015 року — президент муніципальної організації СДП у Бузеу. У березні 2013 року тодішній прем'єр-міністр Віктор Понта призначив Чолаку почесним радником з питань регіоналізації та державного управління, а 2014 року Чолаку став секретарем Палати депутатів.
2015 року став президентом окружної організації СДП у Бузеу, замінивши Бошкодела, який пішов з посади через звинувачення у використанні коштів місцевої адміністрації для фінансування місцевої футбольної команди, а також деяких компаній, акціонером яких він був. Висувався проти сенатора Йона Василе, який зрештою зняв свою кандидатуру і звинуватив його у фальсифікації внутрішніх виборів. 2016 року переобраний депутатом, цього разу — від 10-го виборчого округу Бузеу.
Через скандал, спричинений фото, на яких він був зображений на полюванні з Омаром Хайсамом, сирійським бізнесменом, на той момент ув'язненим за тероризм, 2015 року прем'єр-міністр Віктор Понта звільнив його з посади почесного радника прем'єр-міністра.
З червня 2017 до січня 2018 року обіймав посаду віцепрем'єр-міністра в кабінеті Міхая Тудосе.
29 травня 2019 року обраний головою Палати депутатів після того, як попереднього голову Лівіу Драгня було засуджено та ув'язнено.
Після поразки Віоріки Денчіле на президентських виборах 2019 року, 26 листопада 2019 року став тимчасовим лідером Соціал-демократичної партії. 22 серпня 2020 року офіційно обраний лідером соціал-демократів, здобувши 1310 голосів проти 91 в його суперника Еугена Орландо Теодоровича.
2020 року знову переобраний членом Палати депутатів.
23 листопада 2021 року обраний головою Палати депутатів.
У листопаді 2021 року Національна ліберальна партія, Соціал-демократична партія та Демократичний союз угорців Румунії погодили формування уряду зі змінюваним прем'єр-міністром на чолі. Відповідно до угоди, до 25 травня 2023 року прем'єром мав бути Ніколає Чуке, член Національної ліберальної партії, а відтоді — представник соціал-демократів. У зв'язку зі страйком вчителів, запланована ротація прем'єр-міністрів відбулась пізніше; Ніколає Чуке подав у відставку 12 червня 2023 року після досягнення домовленості з вчителями, а тимчасовим прем'єр-міністром до формування уряду Чолаку став Кетелін Предою. 15 червня 2023 року Парламент Румунії затвердив уряд Чолаку; «за» проголосували 290 депутатів, «проти» — 95.
Чолаку балотувався на посаду президента Румунії на президентських виборах 2024 року, але не пройшов до другого туру з відривом у 2 740 голосів після того, як посів третє місце в першому турі голосування 24 листопада з 19,15 % голосів виборців. Його критикували за використання приватних літаків під час передвиборчої кампанії. Після невдачі у другому турі він оголосив про свою відставку з посади лідера Соціал-демократичної партії. Після анулювання президентських виборів 6 грудня, президент Клаус Йоганніс попросив Чолаку залишитися на посаді прем'єр-міністра та очолити новий уряд.
За результатами першого туру президентських виборів 2025 року прем'єр-міністр Марчел оголосив, що Соціал-демократи вийдуть з виборчного альянсу «Румунія Вперед», і подав у відставку з посади прем'єр-міністра, що призвело до розпаду коаліції. Однак він продовжить виконувати обов'язки лідера Соціал-демократів.

## Приватне життя
Одружений, має сина. Володіє англійською та французькою мовами.